# Avenue Pierre-Grenier
L'avenue Pierre-Grenier est une voie de communication située à Boulogne-Billancourt dans le département des Hauts-de-Seine, en France.

## Situation et accès
Cette ancienne voie de communication relie Paris à la Seine.
Elle se termine à la place du Pont-de-Billancourt. Sur cette place, extrémité nord des ponts de Billancourt, et où convergent le quai du Point-du-Jour, le quai de Stalingrad, la rue Yves-Kermen (anciennement rue de Saint-Cloud) et le boulevard Jean-Jaurès, se trouvait l'octroi de Boulogne.

## Origine du nom

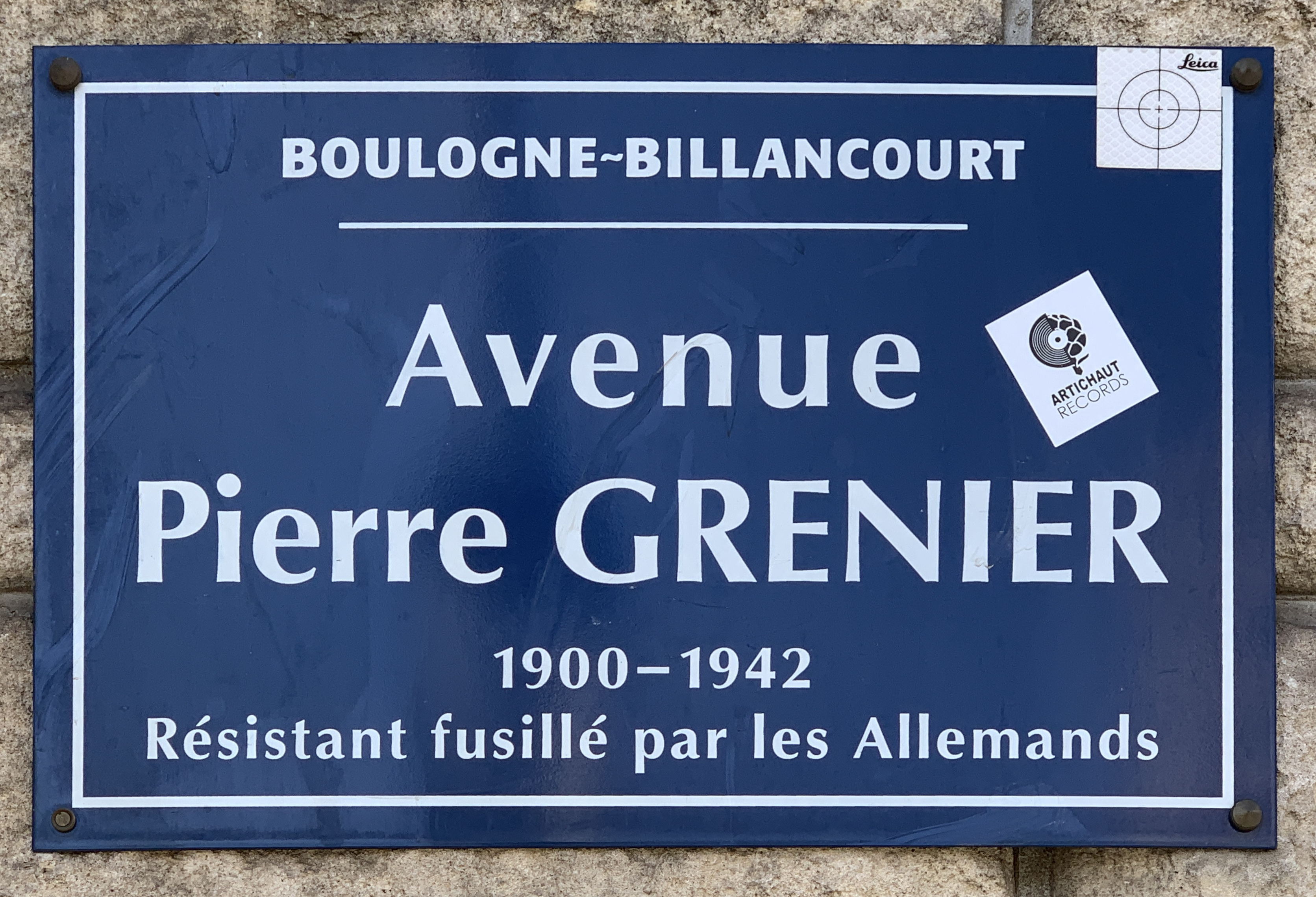
Plaque émaillée de l'avenue, 2021.

Depuis le 23 octobre 1944, cette avenue porte le nom de Pierre Grenier, résistant.

## Historique

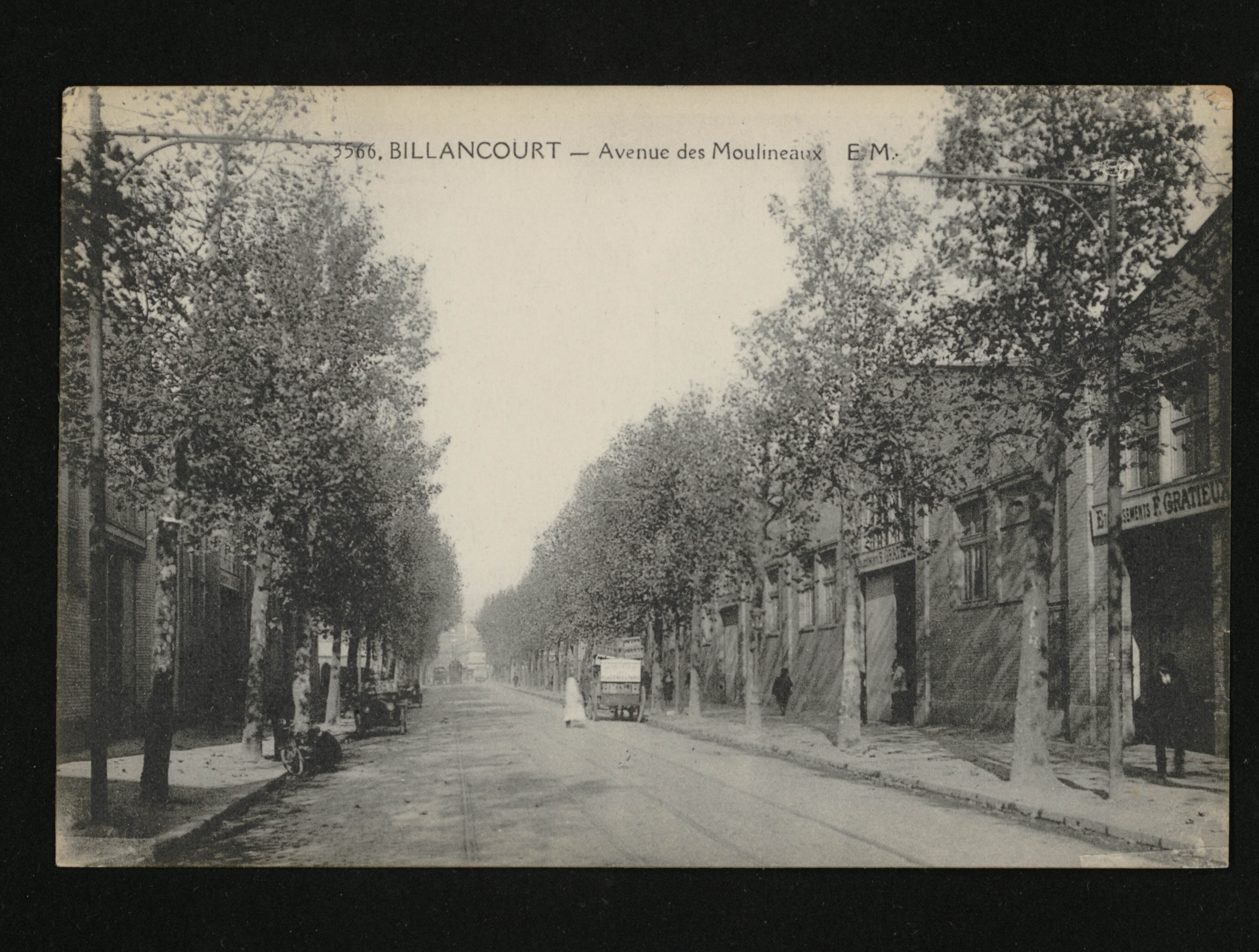
Carte postale : L'avenue des Moulineaux vers 1900.

Cette voie de communication faisait partie, jusque dans les années 1930, de la « route départementale no 1 du pont de Billancourt au Point-du-Jour », et s'appelait « avenue des Moulineaux », jusqu'à la porte de Saint-Cloud. 
Le 29 juin 1918, elle est victime de raids d'avions durant les bombardements de Paris et de sa banlieue durant la Première Guerre mondiale.
La partie nord, qui s'appelle maintenant avenue Georges-Lafont fut créée en tant que rue en 1932 et annexée à Paris par décret du 3 avril 1925 sous le nom d'« avenue des Moulineaux », et prit sa dénomination actuelle par un arrêté du 20 août 1964.
L'« avenue Pierre-Grenier » est une des cent-cinquante-neuf voies de circulation limitrophes de Paris, représentées en 1971 sur la série photographique 6 mètres avant Paris.

## Bâtiments remarquables et lieux de mémoire

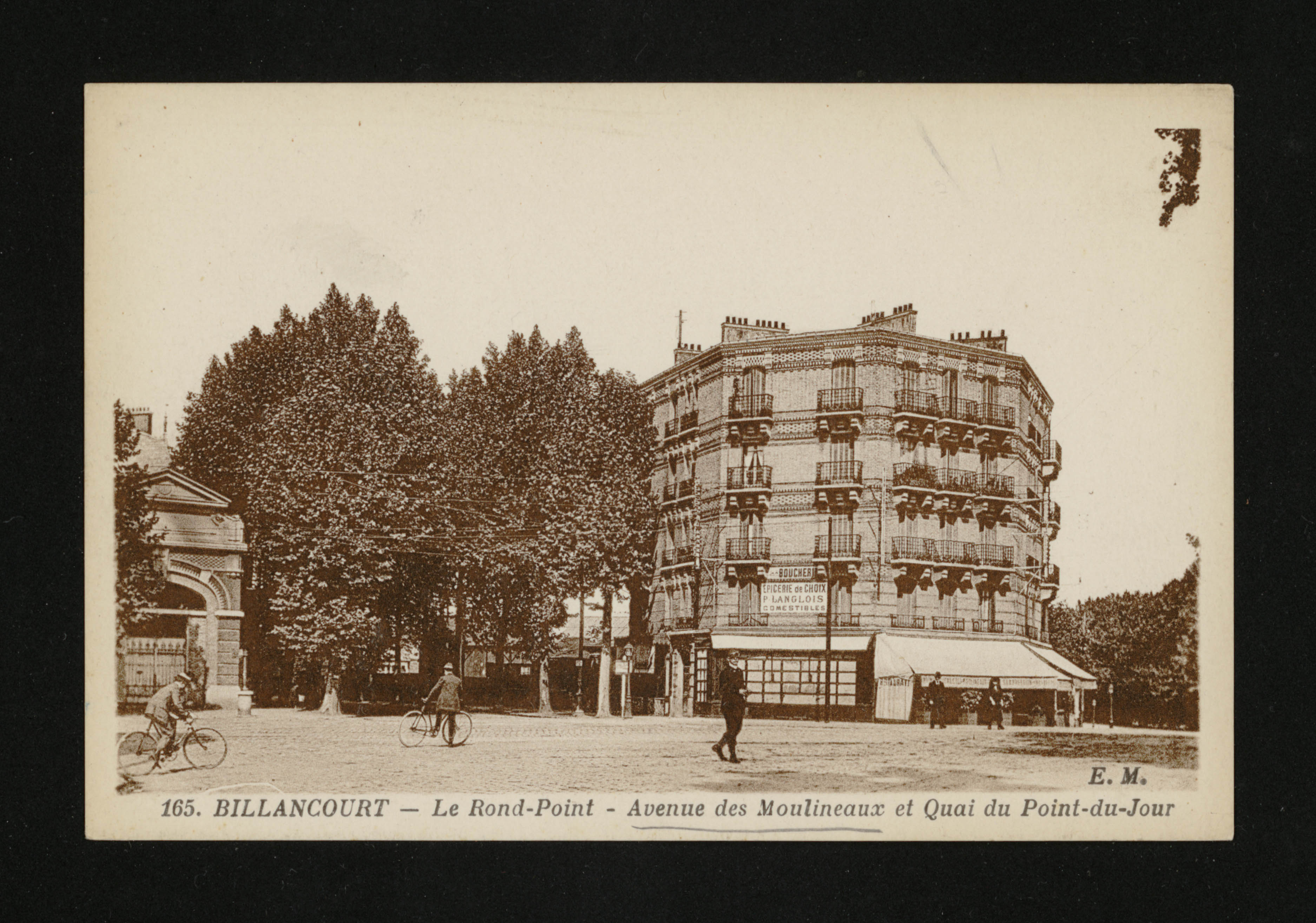
Le rond-point, avenue des Moulineaux et quai du Point-du-Jour.

- Jardin de la Porte-de-Saint-Cloud et square Roger-Coquoin, créés en 1930.
- Cimetière Pierre-Grenier, au croisement de la rue du Point-du-Jour.
- Le 8 mars 1973, Jacques Mesrine est interpellé dans cette rue où il demeurait, au no 1[5].
- Au numéro 32, une centrale électrique bâtie au début du 20e siècle, et recensé dans l'inventaire général du patrimoine culturel sous l'identifiant IA00119978[6].
- Résidence Salmson Le Point du Jour, construite en 1963 par l'architecte Fernand Pouillon[7],[8].